# Ерріпо (супутник)
Ерріпо (лат. Erriapus, англ. Erriapus) — тридцять третій за віддаленістю від планети супутник Сатурна. Відкритий 23 вересня 2000 року.
Супутник названий на честь гіганта із кельтської міфології.

## Корисні посилання
- Циркуляр МАС №7539: Оголошення про відкриття S/2000 S 10 [Архівовано 8 червня 2020 у Wayback Machine.](англ.)
- Циркуляр МАС №8177: Назви нових супутників великих і малих планет(англ.)